# Stenothemus separatus
Stenothemus separatus es una especie de coleóptero de la familia Cantharidae.

## Distribución geográfica
Habita en Nepal.